# Kritapat Vichaidit
Kritapat Vichaidit (thailändisch กฤตภาส วิชัยดิษฐ, * 3. Mai 2002), auch als Fluke bekannt, ist ein thailändischer Fußballspieler.

## Karriere
Kritapat Vichaidit erlernte das Fußballspielen in der Jugendmannschaft des Erstligisten Buriram United in Buriram. Hier steht er auch seit 2020 unter Vertrag. Vom 1. Juli 2020 bis Jahresende wurde er an den Zweitligisten MOF Customs United FC ausgeliehen. Direkt im Anschluss wechselte er im Januar 2021 ebenfalls auf Leihbasis zum ebenfalls in der zweiten Liga spielenden Khon Kaen FC nach Khon Kaen. Nach der Ausleihe kehrte er Ende Mai 2021 nach Buriram zurück. Ende Dezember 2021 wurde er abermals vom Khon Kaen FC ausgeliehen. Sein Zweitligadebüt gab Kritapat Vichaidit am 9. Januar 2022 (18. Spieltag) im Heimspiel gegen den Sukhothai FC. Hier wurde er in der 74. Minute für Thanison Paibulkijcharoen eingewechselt. Sukhothai gewann das Spiel 2:1. Am Ende der Saison 2021/22 musste er mit Khon Kaen als Tabellenvorletzter in die dritte Liga absteigen. Nach dem Abstieg wechselte er zu Beginn der Saison 2022/23 ebenfalls auf Leihbasis zum Zweitligisten Customs United FC. Mit dem Verein aus Samut Prakan wurde man am Ende der Saison 2022/23 Tabellendritter und qualifizierte sich somit für die Aufstiegsspiele zur ersten Liga. Hier musste man sich jedoch im Finale gegen den Uthai Thani FC geschlagen geben. Nach Vertragsende in Buriram wechselte er Anfang Juli 2023 zum Bangkoker Zweitligisten Kasetsart FC. Für den Hauptstadtverein bestritt er sieben Ligaspiele. Im Dezember 2023 wechselte er in die dritte Liga. Hier schloss er sich in Pattani dem in der Southern Region spielenden Pattani FC an. Nach neun Ligaspielen wurde sein Vertrag im Sommer 2024 nicht verlängert. Nach kurzer Vertragslosigkeit verpflichtete ihn im Januar 2025 der Zweitligist Chiangmai United FC.